# 神岡町立山田中学校
神岡町立山田中学校（かみおかちょうりつ やまだちゅうがっこう）は、かつて岐阜県吉城郡神岡町（現・飛騨市）に存在した公立中学校。

## 概要
- 旧・吉城郡袖川村の中学校であった。1977年に神岡中学校に統合され廃校。
- 山田小学校に併設されており、1947年から山田中学校の廃校の1977年までは、あわせて山田小中学校とも称した。

## 沿革
- 1947年（昭和22年）4月1日 - 吉城郡袖川村に袖川村立山田中学校として開校。山田小学校に併設。
- 1950年（昭和25年）6月10日 - 船津町、袖川村、阿曽布村が合併し、神岡町が発足。同時に神岡町立山田中学校に改称する。
- 1953年（昭和28年） - 中学校校舎が完成。
- 1977年（昭和52年）3月 - 神岡中学校に統合され廃校。山田中学校は神岡中学校山田教室となる。
- 1978年（昭和53年）3月 - 山田教室を廃止。